# Gamaleja-Instituut voor Epidemiologie en Microbiologie
Het Gamaleja-Instituut voor Epidemiologie en Microbiologie (Russisch: Национальный исследовательский центр эпидемиологии и микробиологии имени почётного академика Н. Ф. Гамалеи, Latijns schrift: Natsional’nyy isslyedovatyel'skiy tsentr epidyemiologii i mikrobiologii imyeni pochetnogo akadyemika N. F. Gamalyei), internationaal bekend als The Gamaleya National Center of Epidemiology and Microbiology, is een Russisch instituut voor medisch onderzoek, gevestigd in Moskou. De instelling is vernoemd naar de Oekraïense, Russische en Sovjet-wetenschapper Nikolaj Gamaleja (1859-1949), beroemd als pionier in de microbiologie en in het vaccinonderzoek.
Sedert 2020 ressorteert het instituut onder de bevoegdheid van het ministerie van Volksgezondheid van de Russische Federatie.

## Geschiedenis
Het instituut werd opgericht in 1891 door Filipp Markovitsj Blymental, en stond in het buitenland ook bekend als het N. F. Gamaleya Federal Research Center for Epidemiology & Microbiology of het Gamaleya Scientific Research Center for Gamalema Research Institute for Microbiology and Microbiology. Het instituut werd in 1919 genationaliseerd.

## Onderzoek

### Ebola
In mei 2017 kondigde het Instituut aan dat het 1.000 doses van zijn vaccinkandidaat, GamEvac-Combi, aan Guinee zou leveren, om te testen als Ebola-vaccin. Volgens een rapport van het persbureau Xinhua werd het beschouwd als een goedgekeurd Ebola-vaccin, hoewel GamEvac-Combi alleen in Rusland een licentie kreeg, en geen multinationale licentie bij de Wereldgezondheidsorganisatie nog in onderzoek was.

### COVID-19-vaccin
In mei 2020 kondigde het centrum aan dat het een COVID-19-vaccinkandidaat had ontwikkeld: Gam-COVID-Vac (merknaam Spoetnik-V). De fase I-proef werd voltooid op 18 juni 2020 en fase II werd gemeld als voltooid in juli 2020. Na aanvankelijke argwaan oogstte het vaccin erkenning na publicatie van de testresultaten in The Lancet, in februari 2021.